# Carl Fredric Torsselius
Carl Fredric Torsselius, född 1764 i Strängnäs, död 8 juni 1836 i Stockholm, var en svensk tapettryckare, tecknare och hovmålare.
Han var gift första gången från 1797 med Ebba Beata Franck född Löfqvist och andra gången från 1806 med Johanna Christina Grevesmühl samt far till Fredric Torsselius. Han fick troligen sin första utbildning till målare av någon mästare i Strängnäs eftersom när han omnämns första gången i Stockholms målarämbetes handlingar 1790 arbetade som gesäll för Anders Holm. Han var elev vid Konstakademien 1794 där han belönades med tredje medaljen. Han arbetade därefter som verksgesäll till målaråldermannen CG Francks änka och fick tillstånd 1795 att utföra ett mästarstycke. Efter att hans mästarstycke blivit godkänt av stadens målarämbete 1796 konserverade han genom giftermål Francks verkstad som redan då var en av de större målarverkstäderna i staden. Han drev sedan verkstaden fram till sin död 1836. Till verkstadens arbetsuppgifter hörde inredningsmåleri och han utförde en rad arbeten vid Haga slott 1816 och 1817. För Stockholms storkyrka restaurerade han S:t Göransgruppen 1824. Han provade med mindre framgång att tillverka och importera tryckta tapeter och finns bara omnämnd i Kommerskollegie fabriksrapporter 1820 när han får 1763 papperstapeter hallstämplade. I nuvarande Finlands ambassads byggnad i Stockholm utförde han 1817-1818 en landskapsmålning med ett italienskt motiv inramat av joniska kolonner. Han utgav en Tapetmålarbok som kom i nyutgåva 1965. Torsselius är representerad vid Västerås konstförenings galleri med en teckning i tusch och vid Nordiska museet finns en samling på drygt femhundra prover från hans tapetproduktion samt en akvarell av sin egendom Aludden i Sigtuna och en förlagebok med väggdekorationer i rokoko och gustaviansk stil, teckningen En rovfågel angriper två harar vid Kungliga biblioteket och Nationalmuseum. I litteraturen förekommer han ibland som Forselius och ett par små alplandskap utförda i olja signerade med detta namn finns i privat ägo.